# Wierzchucino
Wierzchucino (deutsch Wierschutzin, kaschubisch  Wierzchùcëno) ist ein Dorf im Powiat Pucki (Putzig) der polnischen Woiwodschaft Pommern. Es ist der Landgemeinde Krokowa zugeordnet.

## Geographische Lage
Der Ort liegt im äußersten östlichen Winkel Hinterpommerns, etwa 29 Kilometer östlich der Stadt Leba (Łeba), 32 Kilometer nordöstlich der Stadt Lauenburg i. Pom. (Lębork), zwei Kilometer westlich des Zarnowitzer Sees und fünf Kilometer südlich der Ostsee.

## Geschichte

Wierzchucin östlich von Leba an der Ostsee und nordöstlich von Lauenburg i. Pom. auf einer Landkarte von 1910.

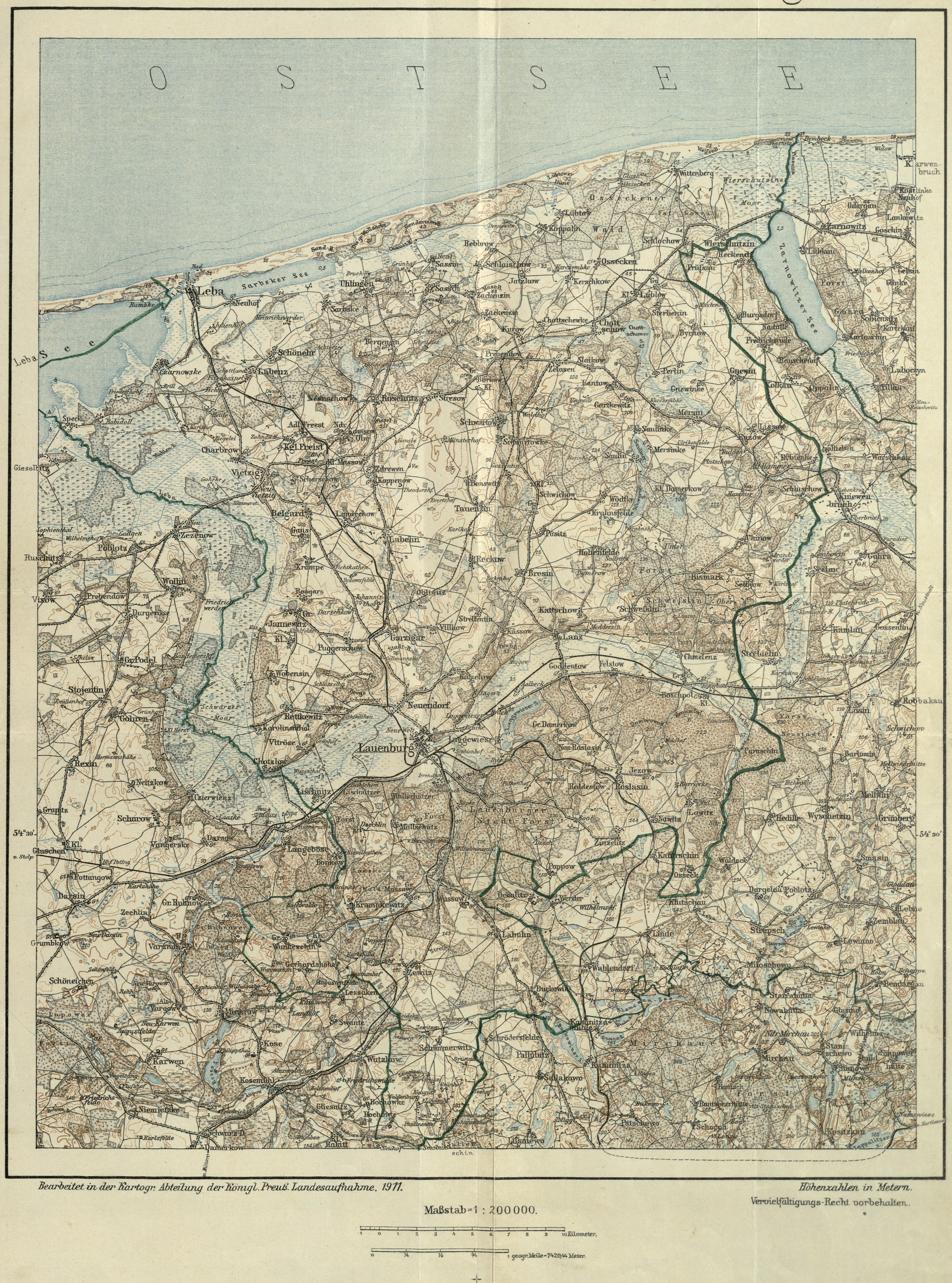
Wierschutzin, nordnordöstlich der Stadt Lauenburg in Pommern, östlich der Stadt Leba, unweit der Ostseeküste und des Zarnowitzer Sees, auf einer Landkarte von 1911

Überlieferte Formen des Ortsnamens sind Virchocino (1257), Wirchenzin (1606), Wierszchuzin (1784) und  Wierzchucin (1866–1910). Im 18. Jahrhundert befand sich Wierschutzin im Besitz des Zisterzienser-Nonnenklosters Zarnowitz im benachbarten Ort Zarnowitz in Westpreußen, dem das Dorf bereits seit 1257 gehört hatte; es hatte es in Belgard von Swantopolk II.  mit Zustimmung des Herzogs Ratibor von Pomerellen geschenkt bekommen. Während der Herrschaft des Deutschen Ordens in der Region, die 1309 begann, gehörte das Dorf zur Voigtei Lewinburg. Um 1784 gab es in dem Dorf ein Vorwerk, eine Wassermühle, zwölf Bauern, vier Kossäten, ein Wirtshaus und insgesamt 31 Haushaltungen.
Anfang der 1930er Jahre hatte die Landgemeinde Wierschutzin eine Flächengröße von 22,6 km². Innerhalb der Gemeindegrenzen standen insgesamt 113 bewohnte Wohnhäuser an sechs verschiedenen Wohnstätten:
1. Abbau
2. Ferdinandshof
3. Mielkenhof
4. Poblotz
5. Wallkenhof
6. Wierschutzin

Um 1935 hatte Wierschutzin unter anderem zwei Gasthöfe, zwei Bäckereien, drei Fleischereien, eine Mühle, zwei Schmieden, zwei Stellmachereien, eine Tischlerei und ein Holzsägewerk.

Orte im Dorf
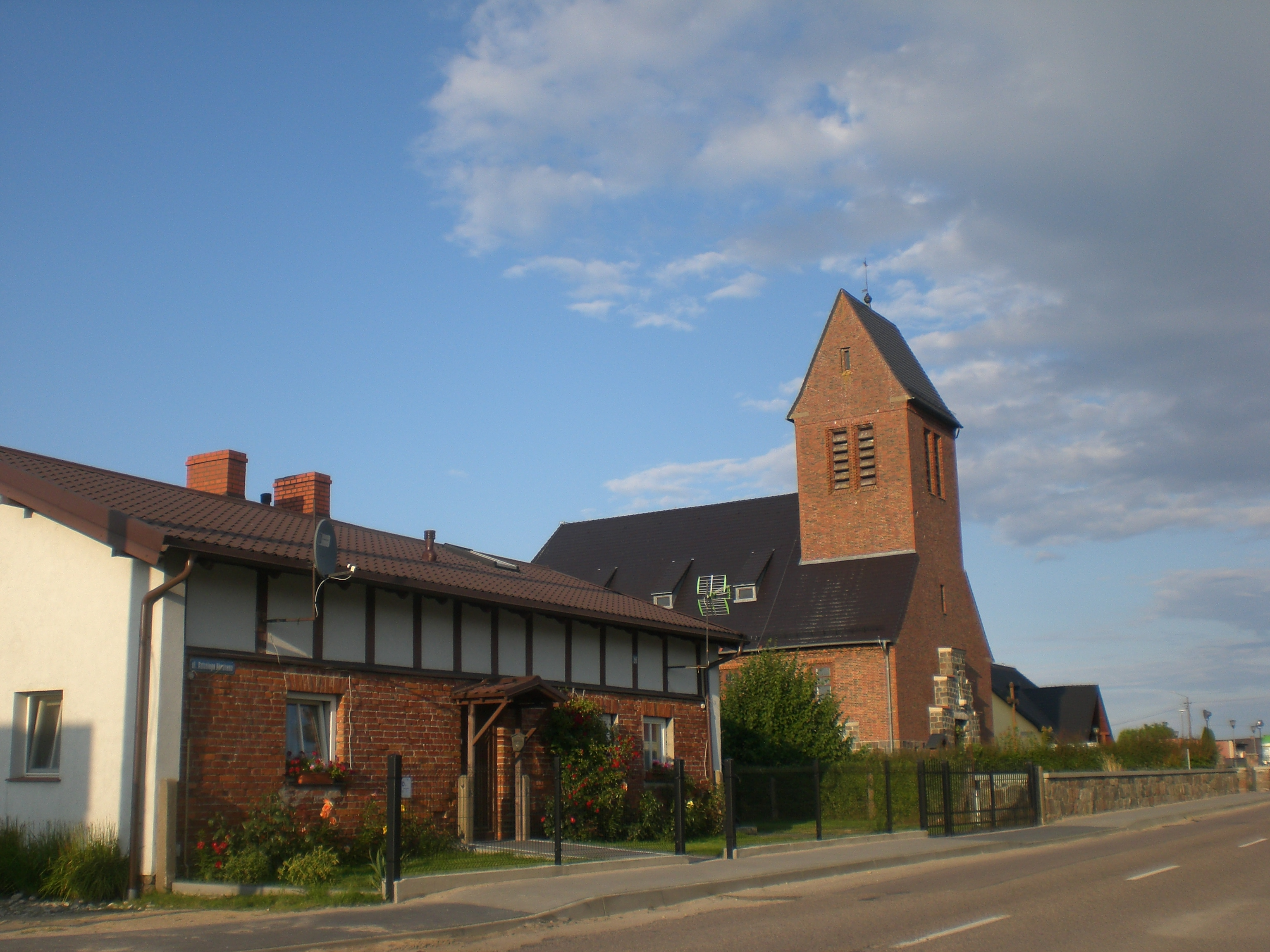
Dorfstraße (2023)
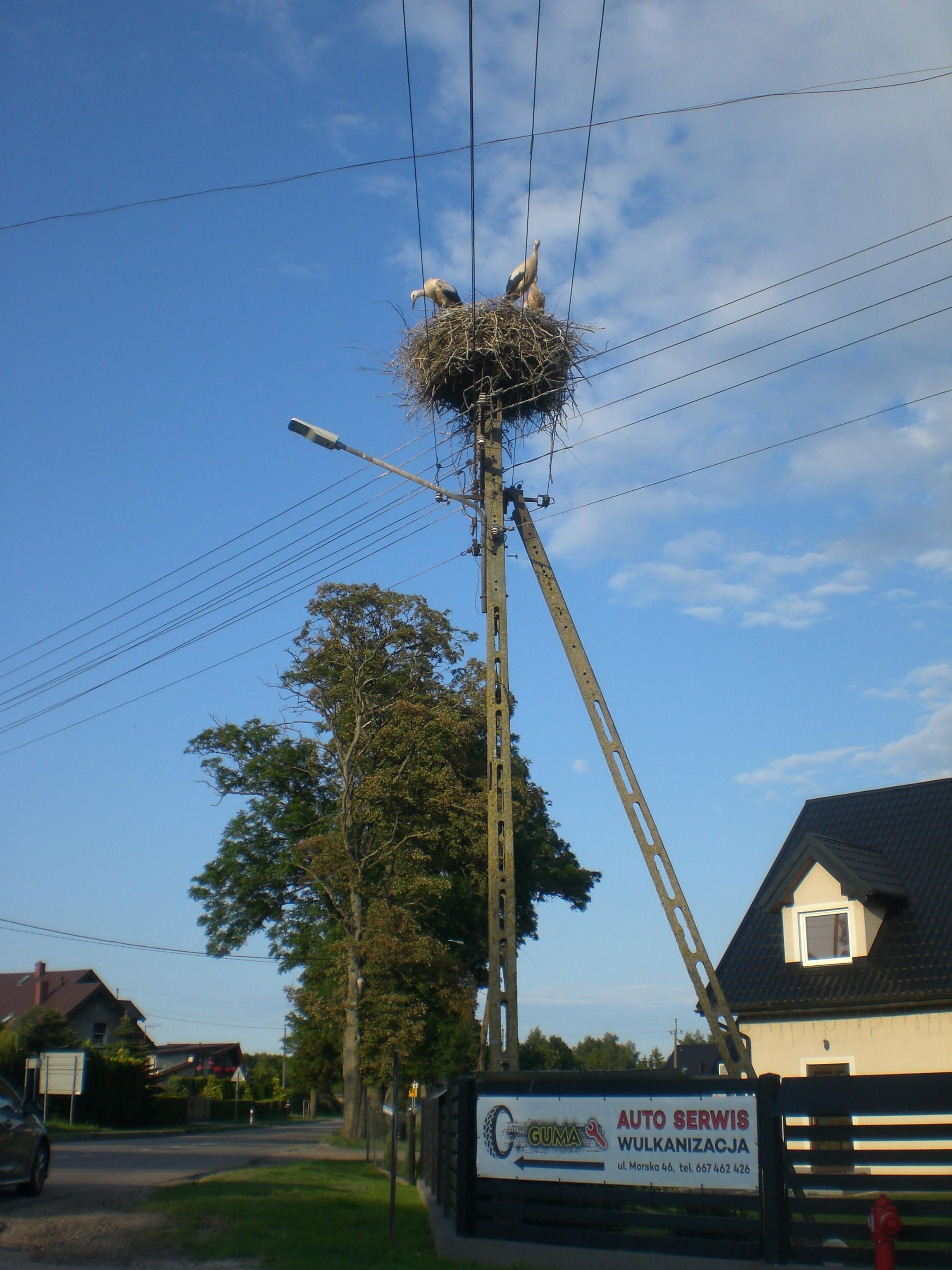
Storchennest (2023)
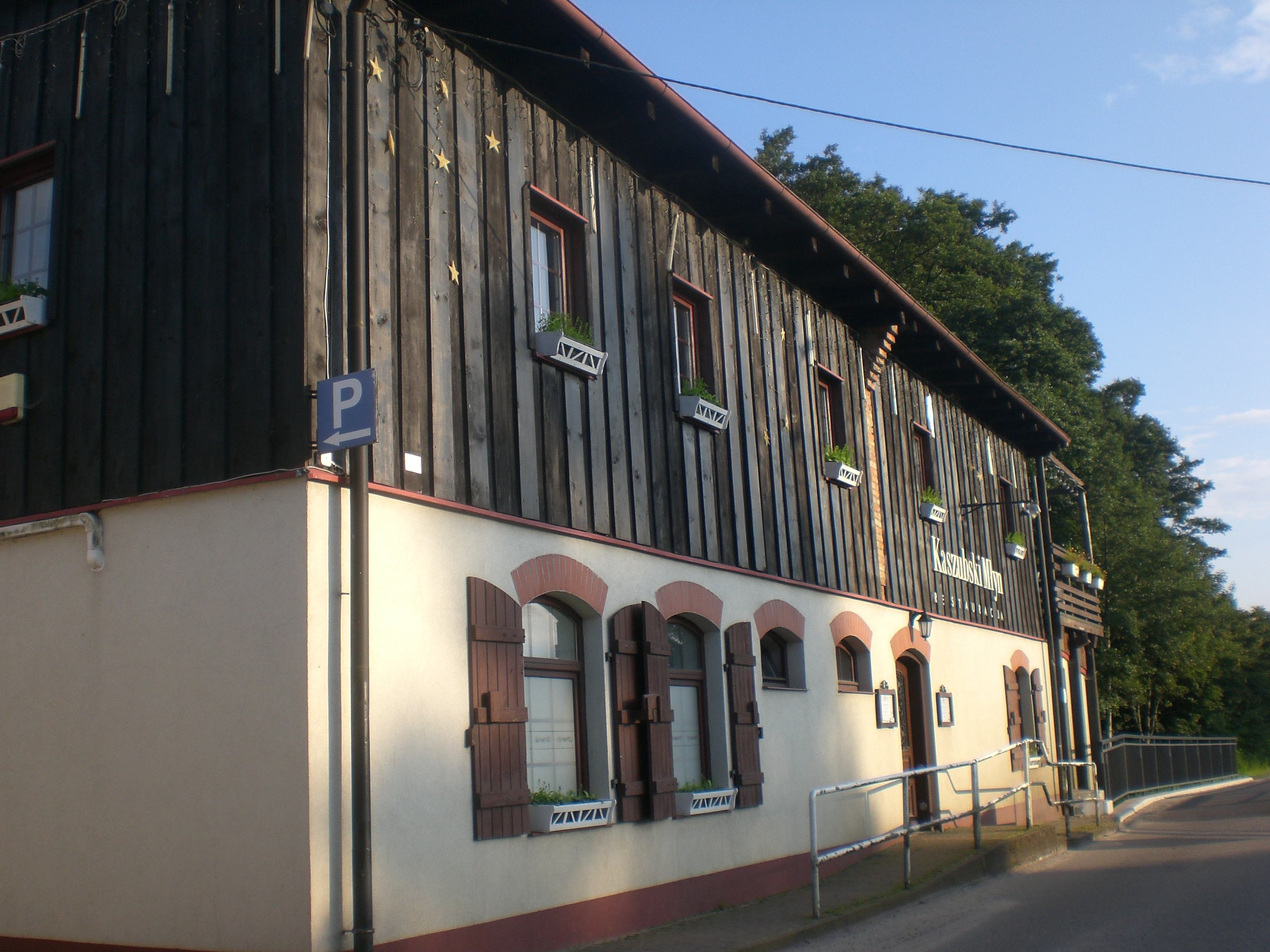
Gasthaus (2023)
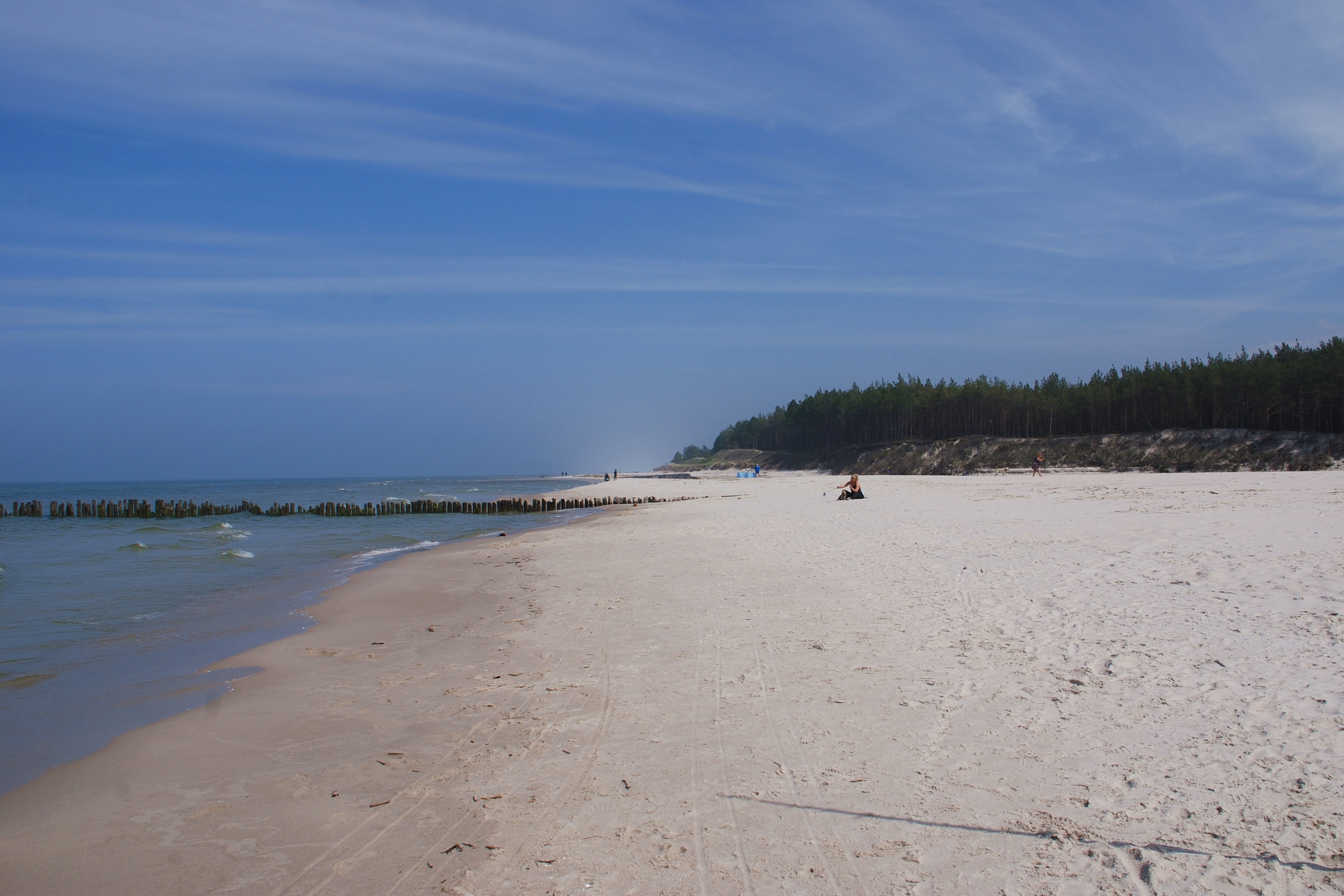
Ostseestrand (2016)

Bis 1945 war Wierschutzin Sitz des Amtsbezirks Wierschutzin im Landkreis Lauenburg i. Pom., Regierungsbezirk Köslin  der Provinz Pommern des Deutschen Reichs. Zum Amtsbezirk Wierschutzin gehörten die beiden Gemeinden Schlochow und Wierschutzin.
Gegen Ende des Zweiten Weltkriegs wurde Wierschutzin im Frühjahr 1945 von der Roten Armee besetzt. Bald darauf wurde Wierschutzin zusammen mit ganz Hinterpommern und Westpreußen von der Sowjetunion der Volksrepublik Polen zur Verwaltung überlassen. Daraufhin setzte in Wierschutzin die Zuwanderung polnischer Zivilisten ein, von denen die einheimischen Dorfbewohner aus ihren Häusern und Gehöften gedrängt wurden. Wierschutzin erhielt den neupolnischen Namen Wierzchucino. In der darauf folgenden Zeit wurden die einheimischen Dorfbewohner von der polnischen Administration aus Wierschutzin  vertrieben.
Die Ortschaft wurde dem Powiat Pucki (Kreis Putzig) zugeordnet.

### Demographie
| Jahr | Einwohner | Anmerkungen                                           |
| ---- | --------- | ----------------------------------------------------- |
| 1818 | 0204      | [ 9 ] [ 10 ]                                          |
| 1867 | 0790      | davon 659 in der Landgemeinde und 131 im Gutsbezirk   |
| 1871 | 0815      | davon 207 Evangelische, 605 Katholiken und drei Juden |
| 1925 | 1004      | davon 315 Evangelische und 683 Katholiken             |
| 1933 | 1022      | [ 13 ]                                                |
| 1939 | 1155      | [ 13 ]                                                |
| 2008 | 1536      |                                                       |

Im Jahr 2010 wurden  1494 Einwohner gezählt.

## Kirche

### Dorfkirche
Das  Gotteshaus der katholischen Pfarrgemeinde Wierschutzin wurde nach dem Zweiten Weltkrieg von der polnischen Administration zugunsten der Römisch-katholischen Kirche in Polen zwangsenteignet und vom polnischen katholischen Klerus ‚neu geweiht‘.

Ehemalige katholische Dorfkirche Wierschutzin
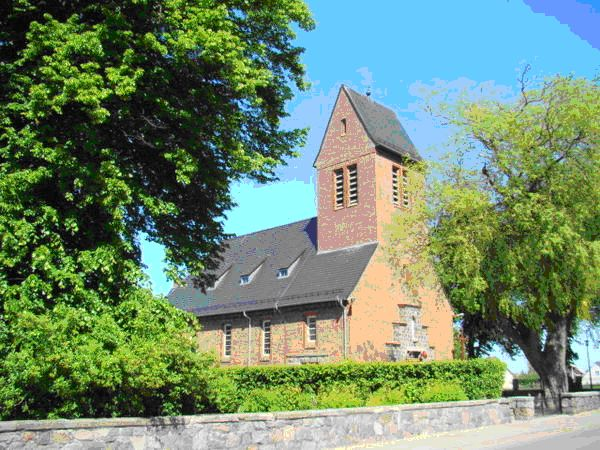
Dorfkirche (2008).
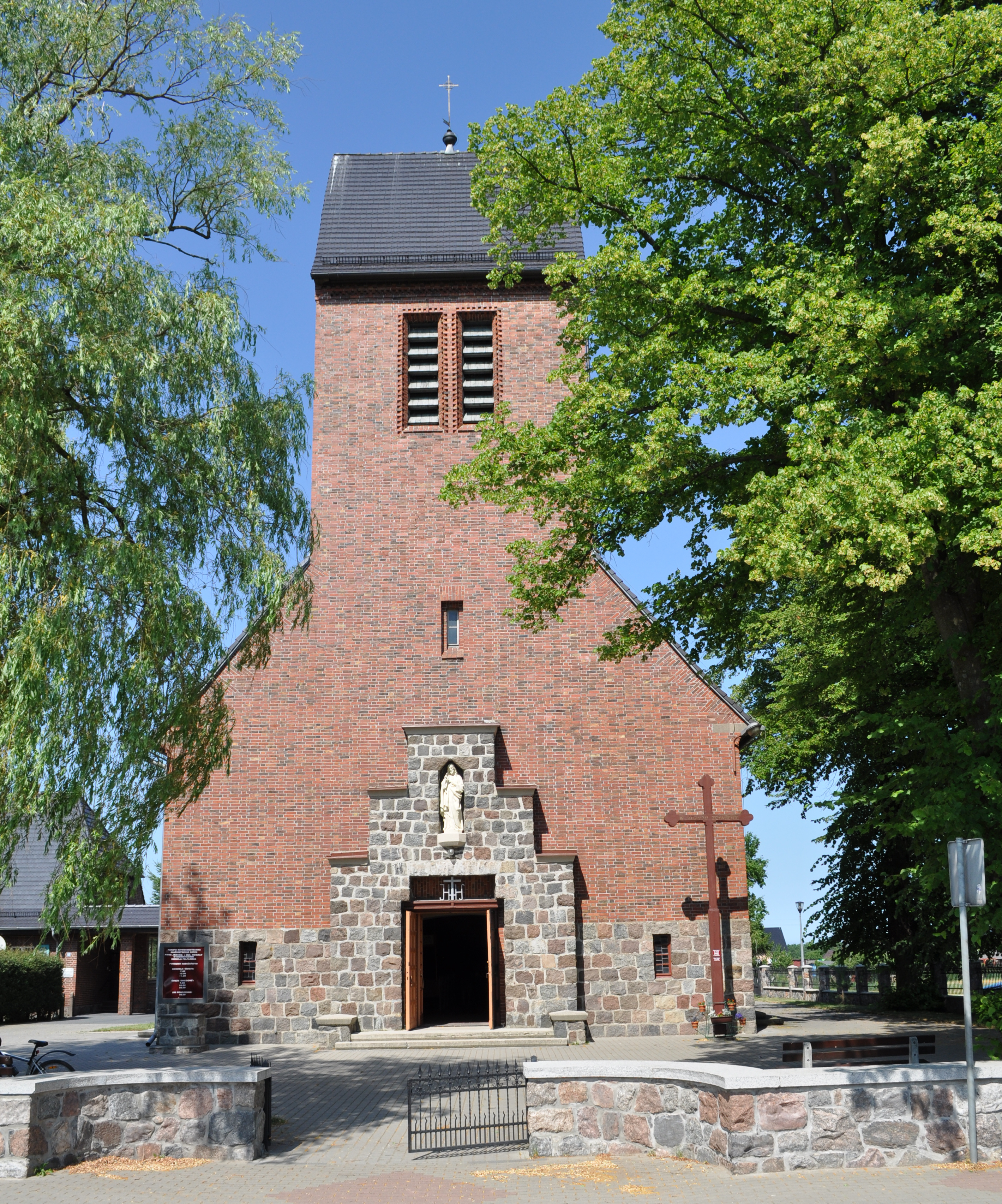
Eingangsseite
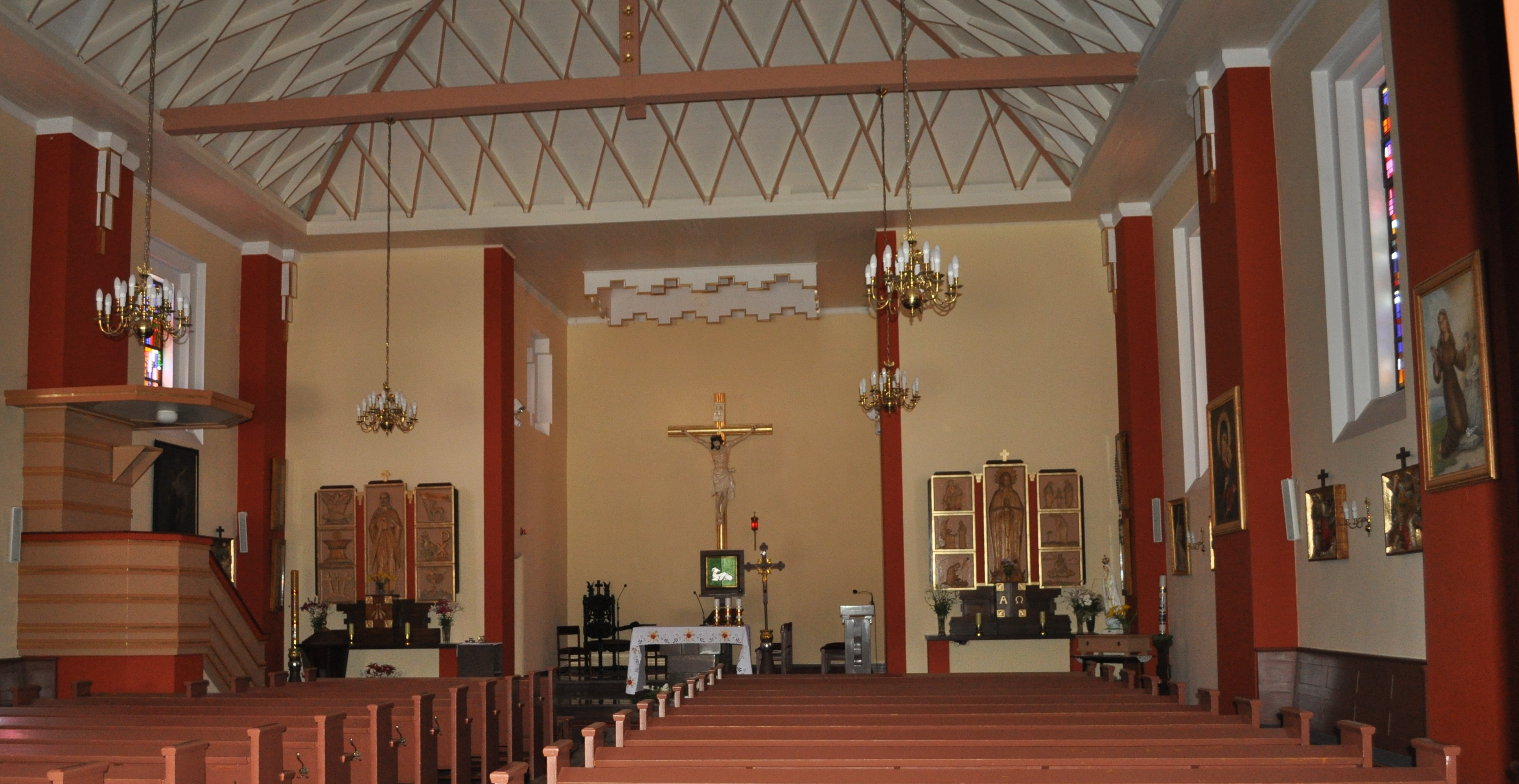
Gebetshalle

### Kirchspiel bis 1945
Die Bevölkerung von Wierschutzin war zu etwa zwei Dritteln römisch-katholischer Konfession. Vor 1945 befand sich im Dorf ein katholisches Pfarramt, das auch für eine Reihe umliegender Ortschaften zuständig war.
Das evangelische Kirchspiel war in Ossecken.

### Polnisches Kirchspiel seit 1945
Die seit 1945 und Vertreibung der einheimischen Dorfbewohner anwesende polnische Einwohnerschaft ist mit wenigen Ausnahmen katholisch.
Hier lebende evangelische Polen sind dem weit entfernten Pfarramt der Kreuzkirchengemeinde in Stolp in der Diözese Pommern-Großpolen der Evangelisch-Augsburgischen Kirche in Polen zugeordnet, deren nächstgelegene Predigtstätte in Lębork (Lauenburg in Pommern) ist.

## Persönlichkeiten
- Boleslav Strzelewicz (1857–1938), deutscher proletarischer Agitationstheater-Künstler

- Rudolf Deckert (1926–2008), deutscher Konteradmiral der Bundesmarine